# UFMOD
uFMOD (o μFMOD) es una librería y reproductor de audio multiplataforma gratuitos, escritos en lenguaje ensamblador.
Se utiliza para reproducir audio en formato XM. En el nombre de la libraría, el carácter u es el símbolo de micro μ.
Los códigos fuente de uFMOD pueden ser compilados con FASM.
Según el portal Democoder.ru, uFMOD es el reproductor XM más compacto.
| SIstema Operativo | Libraríes de Audio           |
| ----------------- | ---------------------------- |
| Microsoft Windows | WinMM, DirectSound, OpenAL   |
| Linux             | OSS, ALSA, OpenAL            |
| FreeBSD           | OSS                          |
| KolibriOS         | Infinity Sound Audio Library |

La librería uFMOD ha sido portada a diferentes lenguajes de programación y entornos de desarrollo:
- C#
- Visual Basic
- Dev-C++
- PureBasic[4]
- FreeBASIC
- BlitzMax
- Emergence BASIC
- Delphi[5]
- Free Pascal[6]
- Tcl/Tk

El encriptador AOCRYPT utiliza uFMOD para que el ejecutable tenga un tamaño de archivo específico. El generador de parches dUP2 utiliza uFMOD para reproducir música de fondo.

## Videojuegos que utilizan uFMOD
Debido a su tamaño mínimo, uFMOD se utiliza en videojuegos compactos para reproducir música de fondo, por ejemplo:
- Lunar Jetman Remake,[9] una adaptación para PC del juego original para ZX Spectrum.
- Four-in-a-row,[10] un juego de código abierto para Windows y Linux.
- Shooter 2D,[6] un videojuego de disparos (en inglés: shooter) de código abierto hecho para el concurso Independent Games Developers Contests (IGDC).
- Diamond Fighters,[11] una adaptación gratuita de Battle City para Linux.
- Vault-Tech,[12] un cliente multijugador para Fallout 3.